# Bundestagswahlkreis Senftenberg – Calau – Spremberg
Der Bundestagswahlkreis Senftenberg – Calau – Spremberg war von 1990 bis 2002 ein Wahlkreis in Brandenburg. Er besaß die Nummer 281 und umfasste die ehemaligen Kreise Senftenberg, Calau und Spremberg. Im Zuge der Reduzierung der Anzahl der Wahlkreise in Brandenburg bei der Wahlkreisreform von 2002 von zwölf auf zehn wurde das Gebiet des Wahlkreises auf die Wahlkreise Dahme-Spreewald – Teltow-Fläming III – Oberspreewald-Lausitz I, Elbe-Elster – Oberspreewald-Lausitz II und Cottbus – Spree-Neiße aufgeteilt.
Der letzte direkt gewählte Wahlkreisabgeordnete war Albrecht Papenroth (SPD).

## Wahlkreissieger
| Wahl | Name               | Partei | Erststimmen |
| ---- | ------------------ | ------ | ----------- |
| 1998 | Albrecht Papenroth | SPD    | 44,5 %      |
| 1994 | Albrecht Papenroth | SPD    | 39,4 %      |
| 1990 | Thomas Molnar      | CDU    | 45,3 %      |